# 殺破狼 (電影)
《殺破狼》，是2005年香港電影作品，由葉偉信導演，甄子丹動作導演兼領銜主演，洪金寶及任達華領銜主演，吳京特別演出，廖啟智，張智堯，夏韶聲，谷垣健治，洪天明及惠天賜主演。本片榮獲香港电影金像奖最佳动作设计奖。
片中的動作場面以實拳實打見稱，加入多項綜合格鬥的搏擊技巧，如摔跤、寢技等，在當時的電影中可說是首創先河，並再次帶動武打電影熱潮。同时此片也捧紅了男演員吴京，令其成為新一代影壇的實力派打星。

## 名稱
電影名稱來自七殺、破軍和貪狼，是紫微斗數中「煞氣」最大的三顆星。

## 故事
重案組高級督察陳國忠（任達華飾）在護送證人途中，遭到死對頭王寶（洪金寶飾）襲擊，證人一家幾乎滅口，而後陳國忠得了癌症，他收養證人幼女海儿，欲將其扶養長大，誓言將讓王寶繩之以法。爲了達成目的，陳國忠甚至違背警察的原則，只爲不擇手段送王寶入獄。
陳國忠手下第一接班人高級督察馬軍（甄子丹飾）是一名武術高手，他在一次任務執行中赤手空拳將歹徒打成白痴後，雖然嫉惡如仇，但是不以非法手段對付敵人。
馬軍加入重案組後，一名臥底探員離奇被殺，陳國忠認定為王寶所為，派人將其拘捕，然而各項證據皆顯示非其所做。為了讓其入獄，陳國忠甚至與手下意圖栽贓罪名給王寶，馬軍在知悉隊員的越界行動後，只得妥協加入。
陳國忠的忠心隊員阿樂（張智堯飾）、阿琛（夏韶聲飾）、華哥（廖啟智飾）分別先後遭到王寶手下殺手阿积（吳京飾）所殺，原來阿樂等人為助陳國忠養大證人的女兒，私吞王寶販毒的贓款，而後遭到王寶派人報復，陳國忠答應王寶主動歸還，欲突襲失敗而遭拘禁。馬軍在目睹弟兄遭到殺害後，拿了真正的贓款打算與王寶決一死戰。
前往王寶地盤途中，馬軍先與殺手阿积決鬥，在殺死阿积後，再與王寶過招。香港版中，在最後關頭馬軍遭王寶推出大廈，墜樓斃命。當王寶以為自己獲勝之際，才發現馬軍墜樓同時，壓死了自己的妻子和初生孩子。中國大陸版與香港版不同，馬軍将王宝打倒后，王宝死了，馬軍并没有死。
之后，陳國忠带着海儿来到海滩，当海儿在沙滩上玩耍时，陳國忠癌症发作，便去世了。

## 演員
| 演员             | 角色                     |
| 甄子丹           | 馬軍                     |
| 洪金寶           | 王寶                     |
| 任達華           | 陳國忠                   |
| 吳京（特別演出） | 阿积（粵語配音：鄭保瑞） |
| 廖啟智           | 陸冠華                   |
| 夏韶聲           | 郭子琛                   |
| 張智堯           | 李偉樂                   |
| 惠天賜           | 張Sir                    |
| 洪天明           | 傻毒犯                   |
| 谷垣健治         | 王寶手下                 |
| 陳達志           | Ba叔                     |
| 林雲中           | 古惑仔(王寶手下)         |
| 梁鏡珂           | 王寶妻                   |
| 施祖男           | 陳國忠下屬               |
| 潘美琪           | 琛女兒                   |
| 劉靖琳           | 海兒                     |

## 拍攝場地（部分）
- 屯門前青麟路政府宿舍、中環和平紀念碑、大頭嶺運動場、堅拿道天橋底空地、九龍灣企業廣場二期後巷

## 電影評級
在送呈予香港的電影檢查處作評級時，因片中有正面描寫割喉殺人等強烈暴力場面而被評「三級」，限制十八歲以下人士不得觀看。

## 獎項及提名
| 年度   | 颁奖典礼                   | 奖项         | 姓名   | 结果 |
| ------ | -------------------------- | ------------ | ------ | ---- |
| 2006年 | 第11屆香港電影金紫荊獎     | 十大華語片   |        | 獲獎 |
| 2006年 | 第12屆香港電影評論學會大獎 | 推薦電影     |        | 獲獎 |
| 2006年 | 第25屆香港電影金像獎       | 最佳男配角   | 廖啟智 | 提名 |
| 2006年 | 第25屆香港電影金像獎       | 最佳動作設計 | 甄子丹 | 獲獎 |

## 外部連結
- 開眼電影網上《殺破狼》的資料（繁體中文）
- 豆瓣电影上《殺破狼》的資料 （简体中文）
- 时光网上《殺破狼》的資料（简体中文）
- AllMovie上《殺破狼》的资料（英文）
- 爛番茄上《殺破狼》的資料（英文）
- 香港影庫上《殺破狼》的資料（繁體中文）
- 互联网电影数据库（IMDb）上《殺破狼》的资料（英文）